# Jens Krumpe

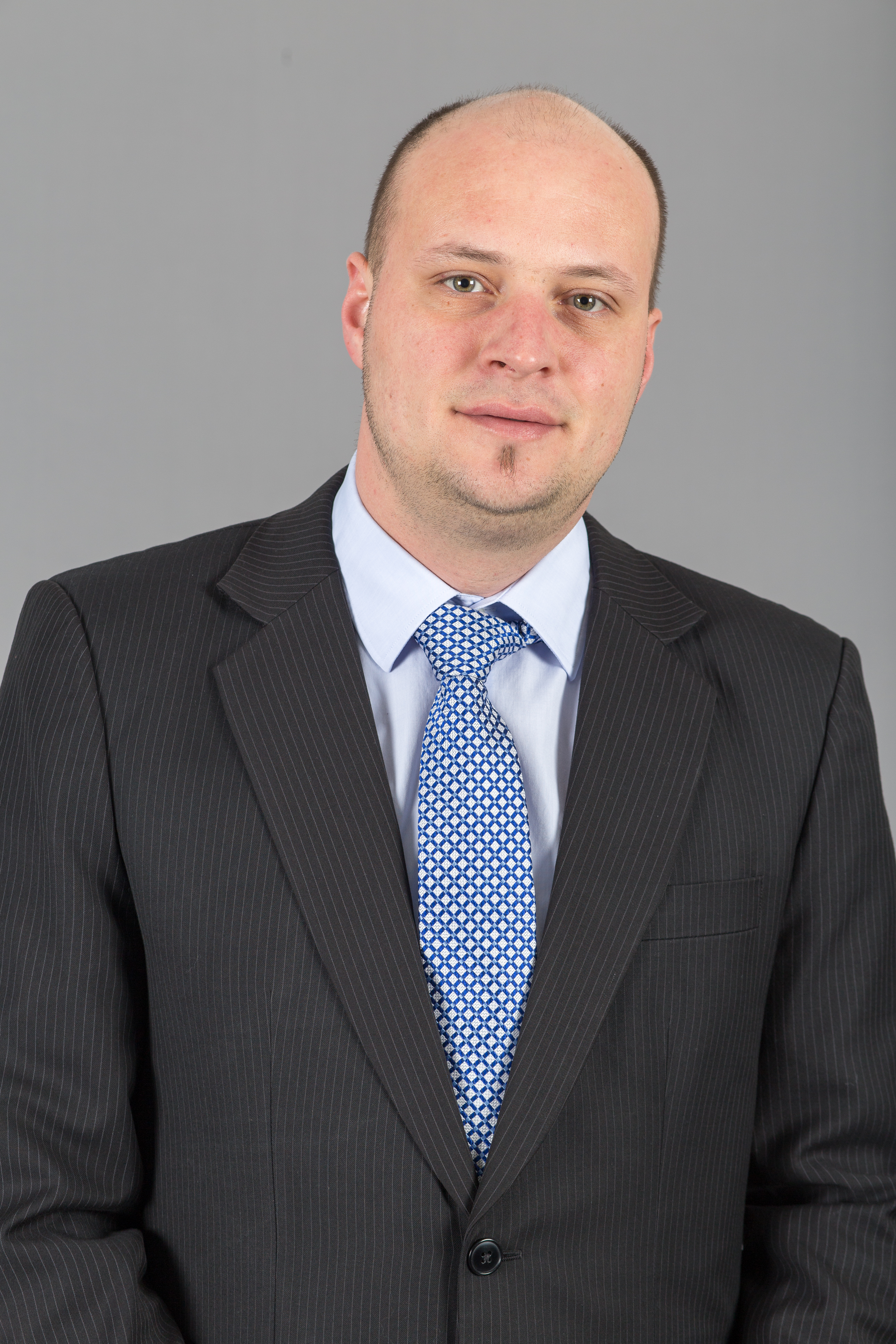
Jens Krumpe 2016

Jens Krumpe (* 31. Januar 1978 in Potsdam) ist ein deutscher Geoinformatiker und Politiker. 2014 zog er für die AfD in den Thüringer Landtag ein. Im Mai 2015 trat er aus der AfD-Landtagsfraktion, im Juli 2015 auch aus der Partei aus. Bei der Landtagswahl in Thüringen 2019 verlor er sein Mandat.

## Leben
Krumpe absolvierte von 1994 bis 1997 eine Ausbildung zum Vermessungstechniker und war danach bis 2001 in einem Ingenieurbüro angestellt. Von 2002 bis 2006 studierte er Geoinformatik an der Jade Hochschule; von 2007 bis 2009 schloss sich ein Masterstudium an der Universität Salzburg an. Seit 2006 arbeitet er als freiberuflicher Softwareingenieur sowie als Angestellter auf Bundes-, Landes- und Kommunalebene im Bereich E-Government. Von März bis August 2011 war er Angestellter des Landesamtes für Vermessung und Geoinformation Thüringen, danach bis September 2012 wissenschaftlicher Mitarbeiter der Friedrich-Schiller-Universität Jena im Fachbereich Informatik/Fernerkundung. Anschließend arbeitete er bis zu seiner Wahl in den Thüringer Landtag als Angestellter bei der Stadtverwaltung Erfurt.
Krumpe ist Vater eines Sohnes und lebt in Erfurt.

## Politik
Krumpe setzt seine politischen Schwerpunkte in der Netzpolitik und der digitalen Gesellschaft. Er setzt sich für offenes Regierungs- und Verwaltungshandeln ein. Im September 2014 zog er über die Landesliste der AfD in den Thüringer Landtag ein. Krumpe war Netzpolitischer Sprecher des AfD-Landesverbandes Thüringen.
Im März 2015 erklärte er wegen persönlicher und politischer Differenzen seinen Rückzug aus dem AfD-Landesvorstand, dem er als Beisitzer angehörte. Gemeinsam mit den Abgeordneten Oskar Helmerich und dem im April 2015 aus der AfD-Fraktion ausgeschlossenen Siegfried Gentele stellte er sich gegen die vom Landes- und Fraktionsvorsitzenden Björn Höcke initiierte Erfurter Resolution. Am 13. Mai 2015 beschloss seine Fraktion, ihn vorerst von der Teilnahme an den Fraktionssitzungen „freizustellen“. Gemeinsam mit Helmerich und Gentele trat er dem von Parteichef Bernd Lucke gegründeten Verein Weckruf 2015 bei. Wenige Tage nach Oskar Helmerich erklärte er am 29. Mai 2015 seinen Austritt aus der AfD-Landtagsfraktion. Im Juli 2015 trat er auch aus der Partei aus.